# Rácz Sándor István
Rácz Sándor István, „Kis Rácz Sanyi” (Karcag, 1936. augusztus 3. – Őrbottyán, 2021. április 5.) 1956-os szabadságharcos és politikai elítélt. A Magyar Demokrata Fórum első budapesti szervezetének kezdeményezője és szervezője, elnöke, később az MDF Országos Választmányának tagja, társelnöke (ebben a minőségében kérte fel Antall Józsefet a majdani pozíciójának betöltésére), a POFOSZ (Politikai Foglyok Szövetsége) egyik alapítója, 1990–1995 között az 56-os Magyarok Világszövetségének ügyvezető elnöke. Az 1956-os forradalomba úgy kapcsolódott be, hogy társaival meggátolták az oroszok által összeszedett magyarok deportálását a Szovjetunióba, vagoneltereléssel.

## Élete

### Gyerekkora
Karcagon született 1936. augusztus 3-án, Rácz Sándor (1909-1965) és Petróczi Mária (1912-1974) egyetlen gyermekeként. Dédapját (szintén Rácz Sándor) a vörösterror idején kivégezték 1919-ben Makó közelében. A második világháború idején a karcagi vasútállomáson laktak. Tősgyökeres vendéglátós család sarjaként nevelkedett, nagyszülei és szülei helyi vendéglőket (restiket) üzemeltettek. Óvodás korától egészen a középiskoláig református neveltetésben részesült, de forradalmi érintettsége miatt a gyermekkori álma, hogy hadtörténész legyen, nem valósulhatott meg.

### Az 1956-os forradalom és szabadságharc
20 éves korában társaival, Sinkovics Gyulával, Imre Karcsival és Kása Sándorral meggátolták az oroszok által összeszedett magyarok deportálását a Szovjetunióba, vagoneltereléssel. Ezzel a tettével több száz ember életét mentette meg az orosz gulágon töltött kényszermunka okozta biztos haláltól. És ugyanezen tettével egy életre megpecsételte saját és családja életét és sorsát.

### Letartóztatása, az ítélet, börtönévei és szabadulása
1957. február harmadikáról negyedikére virradóra tartóztatták le. Ahogyan az emlékirataiban is említi, a karcagi rendőrséghez vitték, ahol megkapta élete első nagy verését. Utána Szolnokra szállították az ÁVH épületébe. Ott találkozott társaival, Kása Sándorral, akinek addigra cipóra volt verve a feje és Imre Károllyal, aki az ott történtek után egyik fülére örökre megsüketült.
Az emlékirataiban szintén említi, hogy szörnyű körülmények voltak a börtönben; fáztak és a rendszeres verések már az élet szerves részévé váltak. A napi étkezés 600-800 kalóriát tett ki, WC- re pedig reggel és este lehetett csak kimenni. 1957. február utolsó napján Rácz Sándor István és társai átkerültek Budapestre a Fő utcába. Úton Budapest felé volt módjában társaival beszélni, hogy egybehangzóan meséljék az eseményeket. Itt szembesültek fiatal emberként, hogy a bitófára kerülhet a fejük. Akkoriban sokszor eszébe jutott az a tény, hogy mindezt elkerülve tudott volna Kanadába disszidálni, más földijével együtt, de nem tette, mert nem engedte a magyar hithű szíve.
A vád BHÖ1/« vagyis a népi demokrácia megdöntésére irányuló fegyveres szervezkedés, kezdeményezése és vezetése. A per nevét az elsőrendű vádlottról, Sinkovics Gyulától kapta. Rácz Sándor István másodrendű vádlott volt, 15 év börtönbüntetésre ítélték. Másodfokon 12 évet kapott és ezzel az ítélettel boldog volt, hogy egyáltalán életben maradt.
1957. május 13-án átszállították a Gyűjtőfogházhoz, Imre Károly bajtársával egy zárkába került. Nagyon szép emlékei voltak az ott tartózkodásáról. A börtönben volt szerencséje Darvas Iván színművésszel találkozni és színjátszó társulatához csatlakozni. Ez volt a börtön szebbik oldala, a sötét oldala a mindennapos kivégzések, a halál jelenléte volt, mindenhol.
Innen átkerült a Speciálba, ez volt a rabmunkahelyek csúcsa, ahol a Belügyminisztériumnak dolgozott. Az itteni munka sok kedvezménnyel járt a raboknak. Később átkerült a váci börtönbe, ahol csodás egyéniségekkel volt szerencséje megismerkedni: Bibó István, Mérei Ferenc (gyermekpszichológus), Göncz Árpád (későbbi köztársasági elnök), Széll Jenő, Rácz Sándor („nagy Rácz Sanyi”, a Nagy-Budapesti Munkástanácsok elnöke), Donáth Ferenc, Bali Sándor, Obersovszki Gyula, Nagy Elek.
Kádár János 1960. április 4-én közkegyelmet hirdetett, amely az öt évnél rövidebb ítéleteket érintette. Déry Tibor kiszabadulását nagy felháborodás követte, az akkor börtönvélemény szerint: „Kiszabadultak azok a kommunisták, melyek meghatározó szerepet játszottak a Forradalom előkészítésében”. De Bibó István, Széll Jenő, Mérei Ferenc nem szabadultak. Éhségsztrájk volt a tiltakozás formája, ebben Rácz Sándor István is részt vállalt. Addig folytatták az éhségsztrájkot míg a vizet nem vonták el tőlük.
A résztvevők büntetése 10 nap szigorított volt a Doberdón, egy év összkedvezmény elvonás, amit a fegyelmi házban kellett tölteniük. 102 rabot láncra fűztek és Sátoraljaújhelyre szállítottak. A fegyelmi ház, ahol 1 évet kellett tölteniük, közbűntényes ház volt. Ennek ellenére Rácz Sándor István pozitív emlékeket őrzött a helyről.
Rácz Sándor István határozottan cáfolta a könyvében, hogy Göncz Árpád besúgó lett volna a börtönévei alatt, vagyis börtönszleng szerint ’vamzer’. Zárkatársa volt, egy rabmunkahelyen dolgoztak. Ennek a barátságnak esett áldozatul később Rácz Sándor István is, amikor őt is megrágalmazták, hogy ügynöke volt a kommunista rendszernek.
1962-ben visszaszállították Kőbányára, a Gyűjtőfogházba. A Sinkovics és társai büntetőügyben ekkorra már csak ő maradt börtönben.  Rácz Sándor István 1963. március 29-én reggel kiszabadult 6 év raboskodás után.
Kint egy újabb tragédia várta. Szülei Budapesten kényszerültek lakni egy cselédszobában, ugyanis a karcagi házat államosították, egy hátsó részt hagyva a családnak, de a két szobából egy lett a végén, ugyanis „ellenforradalmár családnak nem járt két szoba”. A rendőrségen kellett jelentkeznie. Itt a rendőrtiszt azt tanácsolta, hogy azonnal hagyja el Karcagot, mert megölhetik. Visszamentek Budapestre a cselédszobába. Közben apja rákos lett és fiatalon, 56 évesen elhunyt. Megtudta, hogy édesapját kegyetlenül megverték, amikor ő börtönbe került és jóindulatú budapesti orvosok segítségével sikerült valamennyire életben tartani. Soha nem derült ki kik voltak az édesapja „hóhérai”.
Munkát vállalt, 1966-ben megnősült és próbálta túlélni az elkövetkező megpróbáltatásokat. Rendszeresen behívták a Rendőrségre és figyelte a BM III/ III ügyosztály. Ennek az ügyosztálynak az 56-os elítéltek élete és tevékenységének ellenőrzése volt a feladata, lehetőség szerint az együttműködésre kényszerítve őket.

### A 80-as évek és jelenkori kicsengése
Rácz Sándor István származása és a politikai elítélt státusza miatt soha nem tudta tanulmányait befejezni. Először műszerész, később a kádári gazdasági enyhülésnek köszönhetően kisiparos lett. Végig figyelte a rendszer és másodrangú állampolgárként kezelte.
Sok munka és áldozat árán sikerült a III. kerületben egy műhelyt nyitni. Az egyik munkását ezt követően behívták a rendőrségre, ahol kegyetlenül megverték, Ezután vallotta, hogy Rácz Sándor István továbbra is tartja a kapcsolatot a régi politikai elítéltekkel. Behívták a rendőrségre és mindent elkövettek, hogy valljon a társai ellen.
Mint a tervutasításos rendszer sok alrendszerében, a megfigyelő ügyosztályon is norma került meghatározásra, és mint a tervutasításos rendszer sok alrendszerében, itt is „papíron” (papírral) igyekeztek teljesíteni.
A legismertebb vélekedés szerint a „beszervezési” „norma” évente 2 ember volt. Ezt, mint RÁCZ SÁNDOR ISTVÁN esetében, kiállított, aláírást illetve jelentést nem tartalmazó kartonokkal „teljesítették”. Ekkor kapta a „Kovács János” fedőnevet. A tartalom nélküli kartont RÁCZ SÁNDOR ISTVÁN később, a Nemzetbiztonsági Hivatal részlegvezetői pozícióját betöltve sem semmisíttette meg. A megmaradt kartonok „történészi” illetve „újságírói” „vizsgálata” elegendő volt ahhoz, hogy 2009 folyamán ügynökvádak érjék.
Az ügynökvád nagy nyilvánosság előtti felemlegetése sem az újságírói, sem a történészi, sem a jogi szempontok szerint nem volt helytálló, azonban elegendő volt ahhoz, hogy RÁCZ SÁNDOR ISTVÁN jó hírét, ezzel együtt életét és egészségét tönkre tegye.

## A rendszerváltásban betöltött szerepe
Már 1988-ban, a pártalakulások évében Rácz Sándor István központi figurája volt a rendszerváltás folyamatainak. Mint kisiparos, 1988 októberében részt vett a Kisiparosok Országos Szövetsége III. kerületi tanácskozásain. Ott vetődött fel a Magyar Demokrata Fórum kerületi szervezet létrehozásának a gondolata.
A könyvének 73. oldalán ismerteti, hogyan jött létre Budapest első MDF szervezete. 1988. november 11-én este a Rézpatkó vendéglő pincéjében összejött 20 ember. Az elnökség részéről Iványi Endre és Csurka István. A választmány részéről Dénes János. Így jött létre MDF első budapesti szervezete. Sok 56-os is volt a 20 ember között: Jáky Jenő, Lukács Géza, Németh Bálint, Tetlák Pál, Tornyosi János és természetesen Rácz Sándor István. Németh Bálint megkereste Rácz Sándor Istvánt, hogy meg kellene keresni Fónay Jenőt, ugyanis Fónay kezdeményezésére jött létre a POFOSZ (Politikai Foglyok Szövetsége).
A III. kerületi MDF lett az országosan legnépesebb szervezete a pártnak, részben Rácz Sándor István munkájának és személyének köszönhetően. Ő lett az Országos Választmány tagja és elnöke a kerületi szervezetnek, később az Országos Választmányi társelnöke; de jure, de facto ő volt a tényleges elnök.
Ilyen minőségében kereste meg a korábban említett Lukács Géza azzal, hogy Antall Józsefet ismeri-e. Nem ismerte, csak a fiát, aki ügyvédbojtár volt. Így tudta meg, hogy Antall az Orvosi Múzeum igazgatója. RÁCZ SÁNDOR ISTVÁN kereste meg Antallt az MDF színeiben történő politikai szerepvállalás gondolatával. Először egy félórás megbeszélést folytattak, majd több alkalommal folytatták beszélgetéseiket az Angelika cukrászdában. Ezek eredménye lett barátságuk, illetve később Antall József pártelnöksége és miniszterelnöksége.
A választásokat követően Antall József mutatta be RÁCZ SÁNDOR ISTVÁN-t Nagy Lajosnak, a Nemzetbiztonsági Hivatal főigazgatójának. A szervezet és a miniszterelnök közötti kapcsolattartás RÁCZ SÁNDOR ISTVÁN feladata lett, csak rajta keresztül történtek a magas szintű egyeztetések állambiztonsági ügyekben. Ekkor jött létre bizalmi kapcsolata a Magyar Köztársaság Információs Hivatala és Nemzetbiztonsági Hivatala vezetésével megbízott tárca nélküli miniszter (röviden „titokminiszter”) pozíciót 1990. júliusa és decembere között betöltő Boross Péterrel. Ezen bizalmi viszonyok RÁCZ SÁNDOR ISTVÁN delegálását eredményezték a Nemzetbiztonsági Hivatalhoz, ahol a Technikai Szakszolgálat részlegvezetője lett.
Szívén viselte az 56-os szervezetek sorsát. 1990-ben megválasztották az 56-os Magyarok Világszövetsége ügyvezető elnökének, Pongrátz Gergely a tiszteletbeli elnök lett a szövetségnek. Ezt a tisztséget 1995-ig töltötte be, amikor lemondott és úgy döntött, hogy a privát szférában folytatja, ugyanis amikor 1994-ben az MDF elveszítette a választásokat, átkerült az ÁPV Rt.-hez (Állami Privatizációs és Vagyonkezelő Rt.), onnan ment nyugdíjba. Az indoka azt volt, hogy a Horn Gyula-féle társaságot nem tudta sem politikailag sem erkölcsileg felvállalni.

## Családja
Felesége Rácz Sándorné, született Miski Irén (1938-2017), házasságot kötöttek Budapesten 1966-ban, fia Sándor (1968-), lánya Annamária (1978-), unokái Fanni (2006-) és Karina (2009-).

## Halála
2021. április 5-én hunyt el Őrbottyánban, 84 éves korában. Búcsúztatása 2021. április 30-án Karcag városában történt; a Déli Temetőben lelte végső nyugalmát szeretett nagyszülei, Abonyi István (1892-1962) és Nagy Mária (1887-1959) mellett.

## Kitüntetései
- 1956-os Emlékérem
- 1956-os Szövetség emlékérem
- Szabadság Hőse emlékérem
- Magyar Köztársasági Arany Érdemkereszt (1994)

## Könyve
- Kinyílik a börtönablak... Mi, politikai elítéltek 1956 után. Emlékirat; Karcagi Ny., Karcag, 2008